# Vivien Lyra Blair
Vivien Lyra Blair (?, 2012. június 4. –) amerikai gyerekszínész.
Ismertebb szerepei Lány / Olympia a Madarak a dobozban című filmből, illetve Leia Organa az Obi-Wan Kenobi sorozatból.

## Pályafutása
2022-ben a 10 éves Leia Organa szerepében tűnt fel az Obi-Wan Kenobi című Csillagok háborúja sorozatban, alakításáért pozitív kritikai visszajelzéseket kapott.

## Filmográfia

### Film
| Év   | Magyar cím            | Eredeti cím              | Szerep          | Magyar hang        |
| ---- | --------------------- | ------------------------ | --------------- | ------------------ |
| 2017 | Anna és Ben           | Band Aid                 | Isis            |                    |
| 2018 | Madarak a dobozban    | Bird Box                 | Lány / Olympia  |                    |
| 2020 | Mindenkiből lehet hős | We Can Be Heroes         | Guppy           | De Nicola Angelika |
| 2021 | A bűnös               | The Guilty               | Abby (hangja)   |                    |
| 2022 |                       | Dear Zoe                 | Emily Gladstone |                    |
| 2023 | A mumus               | The Boogeyman            | Sawyer Harper   | Bak Julianna       |
| 2023 |                       | Heritage Day (rövidfilm) | Evie            |                    |
| 2024 | Apák gyöngye          | Goodrich                 | Billie          | Tanka Natália      |

### Televízió
| Év   | Magyar cím       | Eredeti cím      | Szerep                   | Megjegyzések                                      |
| ---- | ---------------- | ---------------- | ------------------------ | ------------------------------------------------- |
| 2018 |                  | Waco             | Serenity Jones           |                                                   |
| 2019 |                  | The Play Date    | Lila                     | tévéfilm                                          |
| 2019 | 19-es körzet     | Station 19       | Penny                    | 1 epizód                                          |
| 2020 |                  | Indebted         | Hazel Klein              |                                                   |
| 2021 |                  | Mr. Corman       | Sara                     |                                                   |
| 2022 |                  | The First Lady   | fiatal Eleanor Roosevelt | 1 epizód                                          |
| 2022 | Obi-Wan Kenobi   | Obi-Wan Kenobi   | Leia Organa              | főszereplő (6 epizód) magyar hangja: Bak Julianna |
| 2023 | Végzetes vonzerő | Fatal Attraction | fiatal Ellen             | 3 epizód                                          |

### Videójátékok
| Év   | Eredeti cím  | Szerep | Megjegyzések                  |
| ---- | ------------ | ------ | ----------------------------- |
| 2019 | Telling Lies | Alba   | stáblistában Vivien Blairként |

## Díjak és jelölések
| Év   | Díj            | Kategória                          |                | Eredmény | Forr. |
| ---- | -------------- | ---------------------------------- | -------------- | -------- | ----- |
| 2022 | Szaturnusz-díj | Legjobb fiatal színész (Streaming) | Obi-Wan Kenobi | Jelölve  | [ 3 ] |
| 2023 | Szaturnusz-díj | Legjobb fiatal színész             | A mumus        | Jelölve  | [ 4 ] |

## Fordítás
- Ez a szócikk részben vagy egészben  a   Vivien Lyra Blair című angol Wikipédia-szócikk fordításán alapul.  Az eredeti cikk szerkesztőit annak laptörténete sorolja fel. Ez a jelzés csupán a megfogalmazás eredetét és a szerzői jogokat jelzi, nem szolgál a cikkben szereplő információk forrásmegjelöléseként.

## További információ
- Vivien Lyra Blair az Internet Movie Database-ben (angolul)